# Batalla de Vrines

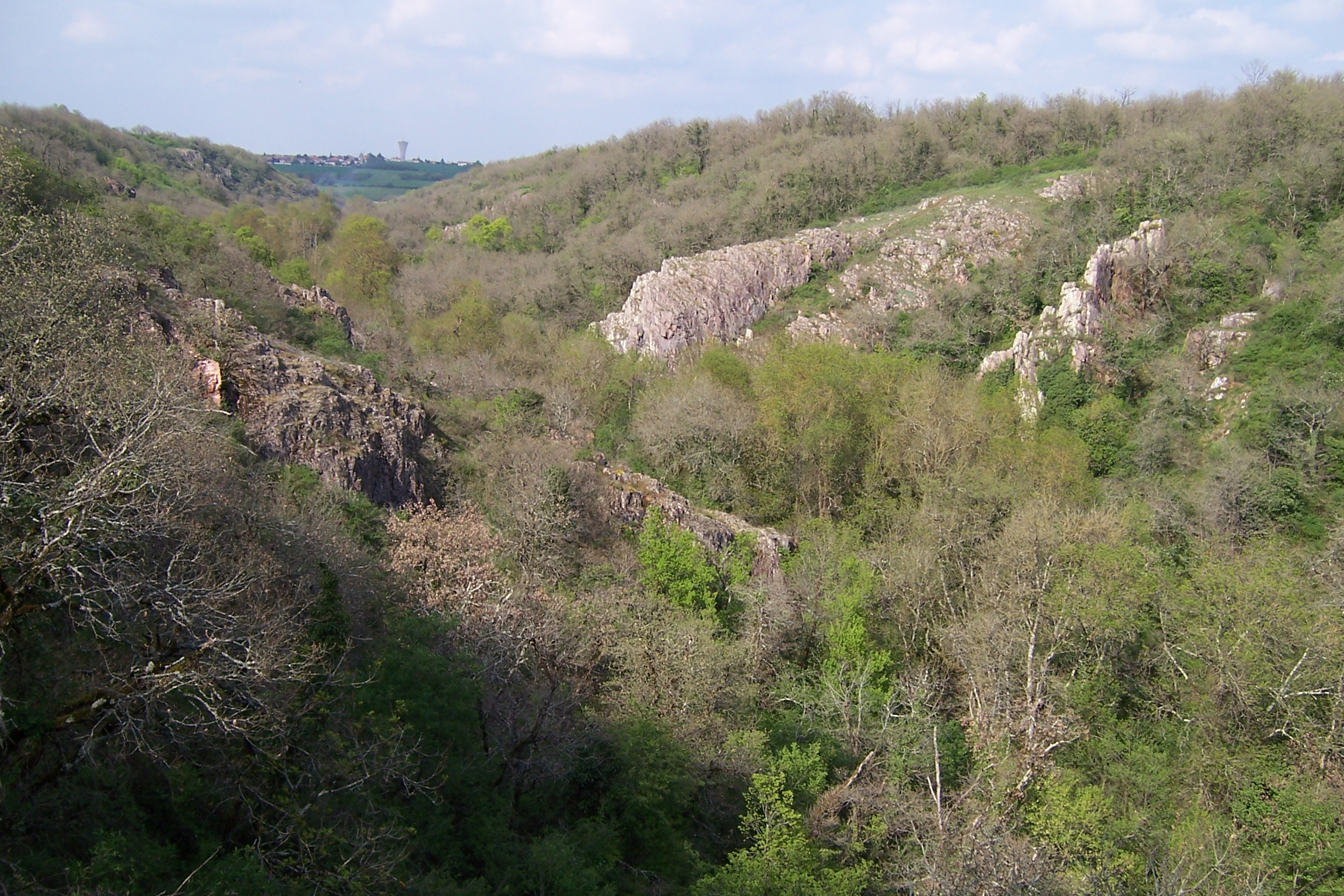
Vista de la Vall de Pressoir

Batalla de Vrines de vegades també anomenada la Segona Batalla de Thouars, va tenir lloc el 14 de setembre de 1793 durant la primera Revolta de La Vendée i va ser una victòria per a l'exèrcit republicà.

## Batalla
El 14 de setembre de 1793, el general de la Vendée, Louis Marie de Lescure, va reunir 2.000 homes al camp de Saint-Sauveur i va intentar un atac a Thouars. La ciutat tenia 20.000 homes per defensar-se, però, a banda de 2.000 guàrdies nacionals i soldats de línia, la gran majoria eren camperols mal armats mobilitzats als territoris no insurgents de l'est. Els Vendéens van atacar el pont de Vrines a l'oest de la ciutat, però malgrat tot, es van retirar després de reforços, al seu flanc per la carretera de Saint-Loup-Lamairé i la porta de París, de 5.000 bones tropes comandades pel general Rey, estacionat a Airvault. Aquest últim havia estat avisat la nit anterior d'una reunió de vendeans a prop de Thouars. Lescure va ordenar llavors la retirada que es va dur a terme en bon estat.

## Les pèrdues
Les pèrdues de la Vendée van ser de 20 morts segons Berthre de Bourniseaux i 30 segons un testimoni republicà. El general Rey els va augmentar a 100 en el seu informe, que sembla una exageració. Segons l'informe del general en cap, Jean Antoine Rossignol, les pèrdues dels republicans són de 4 a 6 morts i 15 ferits.
Segons l'estat, però, incompleta, del 14º Batalló de París, han informat de la República, antics soldats piquiers, tres homes de el batalló van morir 14 de setembre de 1793 a Thouars, inclòs el cap de batalló John Oswald. Un altre voluntari és ferit amb un tret a l'ull esquerre.